# Thư Kỳ
Lâm Lập Tuệ (tiếng Trung: 林立慧; bính âm: Lín Lìhuì, sinh ngày 16 tháng 4 năm 1976), thường được biết đến với nghệ danh Thư Kỳ (tiếng Trung: 舒淇), là một nữ diễn viên kiêm người mẫu người Đài Loan.
Thư Kỳ từng đứng vị trí thứ 17 trong Danh sách 100 ngôi sao nổi tiếng Trung Quốc của Forbes vào năm 2013, thứ 23 vào năm 2014, thứ 32 vào năm 2015, thứ 48 vào năm 2017, và thứ 90 vào năm 2019.
Thư Kỳ cùng với Thang Duy tạo thành cụm "Kỳ Duy" là hai trong tám vị đại hoa đán của nền điện ảnh Trung Quốc Đại Lục đương đại thế kỷ XXI bên cạnh Tứ đại hoa đán và Song Băng, thường được gọi chung là "Tứ Đại Song Băng Kỳ Duy".

## Đầu đời
Thư Kỳ sinh ra trong một gia đình không khá giả tại Tân Điếm, Tân Bắc, Đài Loan. Cô chuyển tới Hồng Kông năm 17 tuổi và bắt đầu sự nghiệp giải trí với vai trò người mẫu chụp ảnh gợi cảm trên trang bìa tạp chí Penthouse của Hồng Kông vào năm 1996 và phiên bản tiếng Trung của tạp chí Playboy.
Cô có vai diễn đầu tiên trong phim Sắc tình nam nữ (1996) sau đó ký hợp đồng với nhà sản xuất phim Hồng Kông Vương Văn Tuyển trong một số bộ phim cấp III của Hồng Kông như Sex & Zen II (1996).

## Sự nghiệp
Thư Kỳ đóng vai chính trong bộ phim Sắc tình nam nữ của Nhĩ Đông Thăng, sản xuất năm 1996, nội dung phim về ngành công nghiệp phim khiêu dâm ở Hồng Kông, cùng với Mạc Văn Úy và Trương Quốc Vinh. Cô đã nhận được giải Nữ diễn viên phụ xuất sắc nhất nhờ diễn xuất trong Sắc tình nam nữ tại Giải thưởng Điện ảnh Hồng Kông lần thứ 16 năm 1997. Sau đó, cô đã xuất hiện trong các bộ phim Hồng Kông như Hồng hưng thập tam muội (1998) của Diệp Vĩ Dân, Đô thị thủy tinh (1998) của Trương Uyển Đình, Phong Vân: Hùng Bá Thiên Hạ (1998) của Lưu Đức Hoa, phim chiếu rạp Bản lĩnh đàn ông (1999) của Thành Long, The Island Tales (1999) của đạo diễn Quan Cẩm Bằng, Nhân gian u hồn (2001) của Hứa An Hoa, và Thiên hi mạn ba (2001) của đạo diễn Hầu Hiếu Hiền, sau đó cô chuyển dần sang diễn xuất chính.
Thư Kỳ từng là lựa chọn đầu tiên cho vai diễn Ngọc Kiều Long – vai chính trong phim Ngọa hổ tàng long (2000) do Lý An làm đạo diễn, song đã từ chối để nhường vai cho Chương Tử Di; dù cô giải thích rằng mình làm vậy bởi thấy yêu cầu của vai diễn quá khắc nghiệt với mình, thực tế là thay vào đó, cô nhận lời đi quay quảng cáo cho một hãng trà của Nhật Bản. Năm 2002, nữ diễn viên tham gia phim hành động Gác kiếm của đạo diễn Nguyên Khuê, cùng với Triệu Vy và Mạc Văn Úy. Cùng năm, Thư Kỳ đóng vai chính trong bộ phim The Transporter, phần đầu của loạt phim Transporter (Người vận chuyển) của Pháp. Điều này đánh dấu bước đột phá đầu tiên của cô vào thị trường Mỹ. Năm 2008, cô có một vai diễn nhỏ nhưng đáng nhớ trong bộ phim hài lãng mạn của Mỹ, New York, I Love You.
Tác phẩm điện ảnh đáng chú ý mà cô đã tham gia là Cỏ mỹ nhân (2004), một bộ phim lãng mạn lấy bối cảnh ở Vân Nam trong thời kỳ Cách mạng Văn hóa. Cô đã giành được giải thưởng Nữ diễn viên chính xuất sắc nhất tại Lễ trao Giải phê bình phim Thượng Hải lần thứ 13 cho diễn xuất của mình. Cô lại hợp tác với đạo diễn Hầu Hiếu Hiền trong Thời khắc đẹp nhất (2005), bộ phim tranh giải tại Liên hoan phim Cannes và đã giành cho Thư Kỳ giải Nữ diễn viên chính xuất sắc nhất tại Lễ trao Giải Kim Mã.
Năm 2006, Thư Kỳ đóng vai chính trong phần ba của bộ phim xã hội đen Vợ tôi là gangster cùng với nam diễn viên Hàn Quốc Lee Beom-soo. Cô cũng đóng vai chính cùng với Lương Triều Vỹ và Takeshi Kaneshiro trong bộ phim tội phạm Thương Thành.
Cô là thành viên ban giám khảo của Liên hoan phim quốc tế Berlin năm 2008 và Liên hoan phim Cannes năm 2009. Cùng năm, cô được vinh danh tại Lễ trao Giải Hoa Biểu với tư cách là Nữ diễn viên chính xuất sắc nhất cho khu vực Đài Loan và Hồng Kông, cho vai diễn của cô trong bộ phim hài lãng mạn Phi thành vật nhiễu của đạo diễn Phùng Tiểu Cương. Đây là bộ phim hài lãng mạn Trung Quốc có doanh thu 50 triệu đô la Mỹ cao nhất Trung Quốc từ trước cho đến thời điểm đó.
Thư Kỳ đóng vai chính trong Tây du ký: Mối tình ngoại truyện (2013), do Châu Tinh Trì đạo diễn, dựa theo tác phẩm kinh điển Tây Du Ký của Trung Quốc. Phim đã vượt qua Lost in Thailand để trở thành phim Trung Quốc có doanh thu cao nhất mọi thời đại.
Thư Kỳ tái hợp với Hầu Hiếu Hiền trong bộ phim võ hiệp đầu tiên của ông, Nhiếp Ẩn Nương (2015), với vai chính. Bộ phim đã nhận được những đánh giá vô cùng tích cực tại Liên hoan phim Cannes, và Thư Kỳ đã giành được giải thưởng Nữ diễn viên chính xuất sắc nhất tại Liên hoan phim Châu Á. Cùng năm, cô đóng vai chính trong bộ phim bom tấn Ma thổi đèn: Tầm long quyết, chuyển thể từ loạt tiểu thuyết phiêu lưu nổi tiếng Ma thổi đèn.
Trong năm 2016, Thư Kỳ, Phùng Thiệu Phong và Victoria Song đóng vai chính trong phiên bản Trung Quốc của Đám cưới bạn thân. Cô cũng tham gia bộ phim hài giả tưởng Ngôi làng hạnh phúc, được công chiếu vào ngày Mồng 1 Tết âm lịch năm 2017. Năm 2017, cô đóng vai chính trong Phi vụ cuối cùng của Phùng Đức Luân cùng với Jean Reno và Lưu Đức Hoa.
Cô cũng xuất hiện trong bộ phim khoa học viễn tưởng Pháo đài Thượng Hải năm 2019, phim được chuyển thể từ tiểu thuyết Pháo đài Thượng Hải (上海堡垒).
Bên cạnh đó, Thư Kỳ lấn sân sang lĩnh vực làm phim, đạo diễn. Tháng 9/2024, cô hoàn thành quá trình sản xuất phim điện ảnh đầu tay, Girl.

## Các hoạt động khác
Từ năm 2007 đến năm 2009, và năm 2013, Thư Kỳ đã được Takada Kenzo chọn tham gia các chiến dịch quảng cáo nước hoa nổi tiếng của hãng Flower by Kenzo. Cô cũng là đại sứ thương hiệu của hãng thời trang Đài Loan Shiatzy Chen.
Thư Kỳ là đại sứ thương hiệu của Frederique Constant tại Châu Á từ năm 2008. Năm 2009, cô cùng với Frederique Constant và Tổ chức Paint a Smile Foundation đã vẽ lại những bức bích họa trên bức tường của khoa tim mạch tại Bệnh viện Nhi đồng Bắc Kinh.
Cô là đại sứ châu Á của Emporio Armani cho bộ sưu tập Thu/Đông 2010 của hãng thời trang này. Cô cũng là đại sứ thương hiệu của nhãn hàng Bulgari tại Trung Quốc.

## Đời tư
Thư Kỳ gặp nam diễn viên kiêm đạo diễn Hồng Kông Phùng Đức Luân khi tham gia bộ phim Bishonen năm 1997; hai người hẹn hò năm 2012, đính hôn năm 2016 và trở thành vợ chồng trong cùng năm đó.

## Danh sách phim

### Phim
| Năm  | Tiêu đề                                 | Tiêu đề gốc                 | Vai                             | Đạo diễn                              |
| ---- | --------------------------------------- | --------------------------- | ------------------------------- | ------------------------------------- |
| 1995 | Thách thức bất ngờ                      | 灵欲轨道                    | Sa Sa (莎莎)                    | Văn An Hùng                           |
| 1996 | Sex & Zen II                            | 玉蒲團二之玉女心經          | Huyễn Cơ (幻姬)                 | Tiền Văn Kỹ                           |
| 1996 | Khu đèn đỏ                              | 紅燈區                      | Minh Minh (明明)                | Đặng Diên Thành                       |
| 1996 | Hiệp hội quái đản                       | 怪談協會                    | Kỳ (琪)                         | Diệp Vĩ Minh                          |
| 1996 | Growing Up                              | 人细鬼大之三个Handsup的少年 | Kỳ Kỳ (琪 琪)                   | Tiền Văn Kỹ                           |
| 1996 | Sắc tình nam nữ                         | 色情男女                    | Mộng Kiều (夢嬌)                | Nhĩ Đông Thăng, La Chí Lương          |
| 1997 | My Dad Is a Jerk                        | 對不起，多謝你              | Angela                          | Trương Đồng Tổ                        |
| 1997 | Phi nhất bàn ái tình tiểu thuyết        | 飛一般愛情小說              | A San (阿珊)                    | Diệp Cẩm Hồng                         |
| 1997 | L-O-V-E... Love                         | 超級無敵追女仔              | Lạc Phi (洛菲)                  | Châu Khải Quang                       |
| 1997 | Chuỗi ngày hữu tình                     | 精装难兄难弟                | Thiệu Phương Phương (邵芳芳)    | Diệp Cẩm Hồng                         |
| 1997 | Trái chín thì hái                       | 蜜桃成熟時1997              | Thư Kỳ (chính cô)               | Tiền Văn Kỹ                           |
| 1998 | Bishonen                                | 美少年之戀                  | Clara                           | Dương Hoàn                            |
| 1998 | Hoàng tử bánh trứng                     | 行運一條龍                  | Phương Phương (芳芳)            | Lý Lực Trì                            |
| 1998 | Phong Vân: Hùng Bá Thiên Hạ             | 風雲雄霸天下                | Sở Sở (楚楚)                    | Lưu Vĩ Cường                          |
| 1998 | Bích huyết lam thiên                    | 碧血藍天                    | Trần Phiến (陈盼)               | Lâm Vĩ Luân                           |
| 1998 | Người trong giang hồ:Thiếu niên Hạo Nam | 新古惑仔之少年激鬥篇        | A Phi (阿菲)                    | Lưu Vĩ Cường                          |
| 1998 | Đô thị thủy tinh                        | 玻璃之城                    | Vận Văn (韻文)                  | Trương Uyển Đình                      |
| 1998 | Người trong giang hồ 5                  | 98古惑仔之龍爭虎鬥          | Đặng Mỹ Linh (鄧美玲)           | Lưu Vĩ Cường                          |
| 1998 | Hồng hưng thập tam muội                 | 古惑仔情義篇之洪興十三妹    | Đao Ba Kỳ (刀疤淇)              | Diệp Vĩ Dân                           |
| 1998 | Kế hoạch B                              | B計劃                       | Anita Lee                       | La Lễ Hiền                            |
| 1998 | Điểm đến của bạn hay của tôi            | 新戀愛世紀                  | Joey                            | Vương Tinh, Diệp Vĩ Dân               |
| 1999 | Bản lĩnh đàn ông                        | 玻璃樽                      | A Bất (阿不)                    | Cốc Đức Chiêu                         |
| 1999 | Dân nữ báo thù                          | 悍婦崗                      | Tôn Thiết Muội (孫鐵妹)         | Diệp Hồng Vĩ                          |
| 1999 | Trung Hoa anh hùng                      | 中華英雄                    | Mộc Tu La (木修羅)              | Lưu Vĩ Cường                          |
| 1999 | Nửa điếu thuốc                          | 半支煙                      | A Nam (阿南)                    | Diệp Cẩm Hồng                         |
| 1999 | When I Look Upon the Stars              | 天旋地戀                    | Kiki                            | Lâm Siêu Hiền                         |
| 1999 | Tôi yêu 777                             | 我愛777                     | Julia                           | Nguyễn Thế Sinh                       |
| 2000 | My Name is Nobody                       | 賭聖3無名小子               | Cổ Nghi (苦兒)                  | Trương Mẫn                            |
| 2000 | The Island Tales                        | 有時跳舞                    | Mỹ Linh (美玲)                  | Quan Cẩm Bằng                         |
| 2000 | Lần đầu thân mật                        | 第一次的親密接觸            | Tiểu Văn (小雯)                 | Kim Quốc Chiêu                        |
| 2000 | Cổ Hoặc Tử 6: Kẻ thắng làm vua          | 勝者為王                    | Đặng Mỹ Linh (鄧美玲)           | Lưu Vĩ Cường                          |
| 2000 | Đặc công BadBoy                         | BadBoy特攻                  | Eleven/Shadow/Quản Chinh (管正) | Diệp Vĩ Dân                           |
| 2000 | Thời đại trộm cắp                       | 神偷次世代                  | June                            | Diệp Vĩ Dân                           |
| 2000 | Dragon Heat                             | 龍火                        | chính cô                        | Cát Miên Huy                          |
| 2000 | Bruce Law Stunts                        | 特技猛龍                    | chính cô                        | La Lễ Hiền, Ngô Ái Bình               |
| 2001 | Thiên hi mạn ba                         | 千禧曼波                    | Vicky                           | Hầu Hiếu Hiền                         |
| 2001 | Lời thì thầm bí mật                     | 小百無禁忌                  | Tiểu Bách (小百)                | Tưởng Huệ Lan                         |
| 2001 | Love Me, Love My Money                  | 有情飲水飽                  | A Thái (亞彩)                   | Vương Tinh                            |
| 2001 | Bắc Kinh nhạc dữ lộ                     | 北京樂與路                  | Dương Dĩnh (楊穎)               | Trương Uyển Đình                      |
| 2001 | Nhân gian u hồn                         | 幽靈人間                    | June/Hoàng Tiểu Cầm (黃小琴)    | Hứa An Hoa                            |
| 2001 | Tuyệt sắc thần thâu                     | 絕色神偷                    | Cat                             | Hoắc Diệu Lương                       |
| 2002 | Home in My Heart                        | 山顶上的钟声                | Lê Quyên (黎娟)                 | Diệp Hồng Vĩ                          |
| 2002 | Lam huyết nhân                          | 衛斯理藍血人                | Bạch Tố (白素)                  | Lưu Vĩ Cường                          |
| 2002 | Women From Mars                         | 當男人變成女人              | sứ giả địa ngục (vai khách mời) | Lưu Vĩ Cường, Diệp Vĩ Dân             |
| 2002 | Gác kiếm                                | 夕陽天使                    | Trần Ái Lâm (陳愛琳) / Lynn     | Nguyên Khuê                           |
| 2002 | Nhất lục giá                            | 一碌蔗                      | khách mời                       | Diệp Vĩ Dân                           |
| 2002 | The Transporter                         |                             | Lại (賴)                        | Nguyên Khuê, Louis Leterrier          |
| 2003 | Cỏ mỹ nhân                              | 美人草                      | Diệp Tinh Vũ (叶星雨)           | Lã Lạc                                |
| 2003 | Quý ngài hoàn hảo                       | 奇逢敵手                    | Tiểu Linh (小玲)                | Lâm Lĩnh Đông                         |
| 2003 | Magic & Me                              | 千變魔手                    | chính cô                        | Phim tài liệu ngắn của Phùng Đức Luân |
| 2004 | Văn phòng có ma                         | Office有鬼                  | Ah Shan                         | Mạch Tử Thiện                         |
| 2004 | Kiến quỷ 2                              | 見鬼2                       | Joey Cheung                     | Bàng Phát, Bàng Thuận                 |
| 2005 | Đột Kích Seoul                          | 韓城攻略                    | JJ                              | Mã Sở Thành                           |
| 2005 | Home Sweet Home                         | 怪物                        | May                             | Trịnh Bảo Thụy                        |
| 2005 | Thời khắc đẹp nhất                      | 最好的時光                  | Tú Mỹ (秀美)                    | Hầu Hiếu Hiền                         |
| 2006 | Vợ tôi là gangster 3                    | 조폭 마누라 3               | Lâm Nhã Linh (林雅玲)           | Cho Jin Gyu                           |
| 2006 | Thương Thành                            | 傷城                        | Tế Phụng (細鳳)                 | Lưu Vĩ Cường, Mạch Triệu Huy          |
| 2007 | Rừng thiêng nước độc                    | 森冤                        | Hạ Tống Tử (夏松梓)             | Bàng Phát                             |
| 2007 | The Electric Princess House             | 电姬馆                      | Phụ nữ mang thai                | Hầu Hiếu Hiền                         |
| 2007 | Tình huynh đệ                           | 天堂口                      | Lộ Lộ (露露)                    | Trần Dịch Lợi                         |
| 2008 | Phi thành vật nhiễu                     | 非誠勿擾                    | Lương Tiếu Tiếu (梁笑笑)        | Phùng Tiểu Cương                      |
| 2009 | Tình mộng kỳ duyên                      | 游龍戲鳳                    | Mễ Lan (米蘭)                   | Lưu Vĩ Cường                          |
| 2009 | New York, I Love You                    |                             | lang y Trung Quốc               | Fatih Akin                            |
| 2010 | Toàn thành giới bị                      | 全城戒備                    | Angel                           | Trần Mộc Thắng                        |
| 2010 | Huyền thoại Trần Chân                   | 精武風雲－陳真              | Kỳ Kỳ                           | Lưu Vĩ Cường                          |
| 2010 | Phi thành vật nhiễu 2                   | 非诚勿扰2                   | Lương Tiếu Tiếu (梁笑笑)        | Phùng Tiểu Cương                      |
| 2011 | Cuộc sống tươi đẹp                      | 不再讓你孤單                | Lý Bội Như (李佩如)             | Lưu Vĩ Cường                          |
| 2011 | 10+10                                   | 十加十                      | Người phụ nữ trẻ                | Hầu Hiếu Hiền                         |
| 2012 | Love                                    | 愛                          | Phương Nhu Y (方柔伊)/Zoe       | Nữu Thừa Trạch                        |
| 2012 | Tình mê                                 | 情謎                        | Huệ Bảo/Huệ Hương (惠宝/惠香)   | Lê Diệu Tuyết                         |
| 2012 | Thái cực quyền                          | 太極從零開始                | mẹ Dương Lộ Thiền               | Phùng Đức Luân                        |
| 2012 | Thái cực quyền 2                        | 太極II：英雄崛起            | mẹ Dương Lộ Thiền               | Phùng Đức Luân                        |
| 2012 | 12 con giáp                             | 十二生肖                    | vợ của David                    | Thành Long                            |
| 2013 | Tây du ký: Mối tình ngoại truyện        | 西遊·降魔篇                 | Đoàn tiểu thư (段小姐)          | Châu Tinh Trì                         |
| 2014 | Nhất bộ chi dao                         | 一步之遥                    | Hoàn Nhan Anh (完顏英)          | Khương Văn                            |
| 2015 | Nhiếp Ẩn Nương                          | 刺客聶隱娘                  | Nhiếp Ẩn Nương (聶隱娘)         | Hầu Hiếu Hiền                         |
| 2015 | All You Need Is Love                    | 落跑吧愛情                  | Diệp Phân Phân (葉紛紛)         | Nhậm Hiền Tề                          |
| 2015 | Ma Thổi Đèn: Tầm Long Quyết             | 鬼吹燈之尋龍訣              | Dương Bình                      | Ô Nhĩ Thiện                           |
| 2015 | Gái ế lên ngôi                          | 剩者為王                    | Thành Như Hi (盛如曦)           | Lạc Lạc                               |
| 2016 | Đám cưới bạn thân                       | 我最好朋友的婚礼            | Cố Giai (顧佳)                  | Trần Phi Hoành                        |
| 2017 | Ngôi làng hạnh phúc                     | 健忘村                      | Trương Thu Dung (張秋蓉)        | Trần Ngọc Huân                        |
| 2017 | Tây du ký: Mối tình ngoại truyện 2      | 西遊伏妖篇                  | Đoàn tiểu thư (段小姐)          | Châu Tinh Trì                         |
| 2017 | Phi vụ cuối cùng                        | 俠盜聯盟                    | Diệp Hồng (葉紅)                | Phùng Đức Luân                        |
| 2018 | Sinh tồn nơi đảo hoang                  | 一出好戏                    | San San (姗姗)                  | Hoàng Bột                             |
| 2019 | Pháo đài Thượng Hải                     | 上海堡壘                    | Lâm Lan (林澜)                  | Đằng Hoa Đào                          |
| TBA  | Tìm cô ấy                               | 尋她                        | Trần Phượng Đệ (陳鳳娣)         | Trần Sĩ Trung                         |
| TBA  | Người yêu côn đồ                        | 痞子爱人                    |                                 | Trâu Tiên                             |
| TBA  | Trên sông Thư Lan                       | 舒蘭河上                    |                                 | Hầu Hiếu Hiền                         |
| TBA  | Girl                                    | 女孩                        |                                 | Thư Kỳ                                |

### Phim truyền hình
| Phim | Tiêu đề              | Tiêu đề gốc      | Vai                      | Ghi chú   |
| ---- | -------------------- | ---------------- | ------------------------ | --------- |
| 1999 | Up Where We Belong   | 難得有情人       | Quế Bình                 |           |
| 2001 | Tiểu Bảo và Khang Hy | 小寶與康熙       | Tiểu Kim Ngư             | Khách mời |
| 2004 | Feel 100%            | 百分百感覺       | Nikki                    | Cameo     |
| 2004 | Hồng Phất Nữ         | 風塵三俠之紅拂女 | Hồng Phất Nữ             |           |
| 2006 | Stephen's Diary      | 老馮日記         | Bạn gái cũ của lão Phùng | Cameo     |

## Giải thưởng và đề cử
| Năm  | Giải                                          | Phim                             | Hạng mục                         | Kết quả   | Tham khảo     |
| ---- | --------------------------------------------- | -------------------------------- | -------------------------------- | --------- | ------------- |
| 1996 | Giải Kim Mã lần thứ 33                        | Sắc tình nam nữ                  | Nữ diễn viên phụ xuất sắc nhất   | Đề cử     |               |
| 1997 | Giải thưởng Kim Tử Kinh lần thứ 2             | Sắc tình nam nữ                  | Nữ diễn viên phụ xuất sắc nhất   | Đoạt giải | [ 49 ]        |
| 1997 | Giải Kim Mã lần thứ 34                        | Phi nhất bàn ái tình tiểu thuyết | Nữ diễn viên chính xuất sắc nhất | Đề cử     |               |
| 1997 | Giải thưởng Điện ảnh Hồng Kông lần thứ 16     | Sắc tình nam nữ                  | Diễn viên mới xuất sắc nhất      | Đoạt giải | [ 50 ]        |
| 1997 | Giải thưởng Điện ảnh Hồng Kông lần thứ 16     | Sắc tình nam nữ                  | Nữ diễn viên phụ xuất sắc nhất   | Đoạt giải | [ 50 ]        |
| 1998 | Giải Kim Mã lần thứ 35                        | Điểm đến của bạn hay của tôi     | Nữ diễn viên phụ xuất sắc nhất   | Đoạt giải | [ 51 ]        |
| 1998 | Giải thưởng Điện ảnh Hồng Kông lần thứ 17     | Phi nhất bàn ái tình tiểu thuyết | Nữ diễn viên chính xuất sắc nhất | Đề cử     |               |
| 1999 | Giải thưởng Kim Tử Kinh lần thứ 4             | Hồng Hưng Thập tam muội          | Nữ diễn viên phụ xuất sắc nhất   | Đoạt giải |               |
| 1999 | Giải thưởng Điện ảnh Hồng Kông lần thứ 18     | Đô thị thủy tinh                 | Nữ diễn viên chính xuất sắc nhất | Đề cử     | [ 52 ]        |
| 1999 | Giải thưởng Điện ảnh Hồng Kông lần thứ 18     | Hồng Hưng Thập tam muội          | Nữ diễn viên phụ xuất sắc nhất   | Đoạt giải | [ 52 ]        |
| 2001 | Giải Kim Mã lần thứ 38                        | Thiên hi mạn ba                  | Nữ diễn viên chính xuất sắc nhất | Đề cử     |               |
| 2004 | Liên hoan phim SInh viên Bắc Kinh lần thứ 11  | Cỏ mỹ nhân                       | Nữ diễn viên chính xuất sắc nhất | Đề cử     |               |
| 2004 | Giải thưởng Hiệp hội phê bình phim Thượng Hải | Cỏ mỹ nhân                       | Nữ diễn viên chính xuất sắc nhất | Đoạt giải |               |
| 2005 | Liên hoan phim Trường Xuân lần thứ 5          | Cỏ mỹ nhân                       | Nữ diễn viên chính xuất sắc nhất | Đề cử     |               |
| 2005 | Giải Kim Mã lần thứ 42                        | Thời khắc đẹp nhất               | Nữ diễn viên chính xuất sắc nhất | Đoạt giải | [ 20 ] [ 53 ] |
| 2009 | Giải Hoa Biểu lần thứ 13                      | Phi thành vật nhiễu              | Nữ diễn viên chính xuất sắc nhất | Đoạt giải |               |
| 2010 | Giải thưởng Điện ảnh Hồng Kông lần thứ 29     | Tình mộng kỳ duyên               | Nữ diễn viên chính xuất sắc nhất | Đề cử     |               |
| 2010 | Giải Bách Hoa lần thứ 30                      | Phi Thành Vật Nhiễu              | Nữ diễn viên chính xuất sắc nhất | Đề cử     |               |
| 2011 | Giải Kim Mã lần thứ 48                        | Cuộc sống tươi đẹp               | Nữ diễn viên chính xuất sắc nhất | Đề cử     | [ 54 ]        |
| 2012 | Giải thưởng Điện ảnh Hồng Kông lần thứ 31     | Cuộc sống tươi đẹp               | Nữ diễn viên chính xuất sắc nhất | Đề cử     |               |
| 2013 | Giải Kim Mã lần thứ 50                        | Tây du ký: Mối tình ngoại truyện | Nữ diễn viên chính xuất sắc nhất | Đề cử     |               |
| 2015 | Giải Kim Mã lần thứ 52                        | Nhiếp Ẩn Nương                   | Nữ diễn viên chính xuất sắc nhất | Đề cử     | [ 55 ]        |
| 2016 | Giải Bách Hoa lần thứ 33                      | Ma Thổi Đèn - Tầm Long Quyết     | Nữ diễn viên chính xuất sắc nhất | Đề cử     |               |
| 2016 | Giải thưởng Điện ảnh Châu Á lần thứ 9         | Nhiếp Ẩn Nương                   | Nữ diễn viên chính xuất sắc nhất | Đoạt giải | [ 56 ]        |
| 2017 | Giải Kim Mã lần thứ 54                        | Ngôi làng hạnh phúc              | Nữ diễn viên chính xuất sắc nhất | Đề cử     |               |